# 브리콜라카스
브리콜라카스(고대 그리스어: βρυκόλακας [vriˈkolakas][*])는 그리스 민담에 나오는 해로운 산송장이다. 근처 슬라브 문화권의 흡혈귀와 대개 동일시된다. 브리콜라카스는 흡혈귀와 매우 비슷하다.
그리스 전통에 따르면 파문당하거나, 정화되지 않은 땅에 묻히거나, 늑대나 늑대인간에게 상처입은 양의 고기를 먹는 등 신성모독을 하고 죽은 이가 브리콜라카스가 된다. 혹자는 늑대인간을 죽이면 강력한 흡혈귀로 되살아나며, 늑대인간 시절의 송곳니와 털투성이 손, 안광이 형형한 눈을 그대로 가지게 된다고 믿는다.
브리콜라카스의 육신은 발칸 반도의 흡혈귀 전승과 많은 특징을 공유한다. 그 몸은 썩지 않고 대신 부풀어올라 매우 덩치가 커진다. 안색은 불그레하니 혈색이 좋고, 한 기록에서는 “새로운 피를 먹고 생생”해진다고도 한다. 오늘날의 세르비아 지역의 기록을 보면 당시 붉은 머리카락에 회색 눈을 가진 사람은 흡혈귀로 몰리곤 했다. 브리콜라카스의 행동은 거의 언제나 해롭다. 그 해로운 정도는 그저 무덤에서 기어나와 돌아다니는 것부터, 폴터가이스트 현상, 그리고 심하면 전염병을 불러일으키는 것까지 다양하다. 브리콜라카스가 민가를 지나갈 때면 문을 한 번 두드리며 안에 사는 이의 이름을 부른다. 아무 대답을 하지 않으면 브리콜라카스는 그냥 가버리고 아무런 해도 입지 않는다. 그러나 누군가 노크에 대답을 할 경우, 그 대답한 사람은 며칠 내로 죽으며 또다른 브리콜라카스가 된다. 이런 이유로 오늘날에도 그리스의 촌락에는 두 번 노크를 하기 전에는 대답을 하지 않는 미신이 있다. 또 어떤 전설에서는 몽마나 인큐버스처럼 자는 사람을 짓눌러서 죽인다고도 하는데, 불가리아의 흡혈귀도 이런 행동을 한다.
브리콜라카스는 내버려두면 점점 더 강력해지므로 반드시 그 육신을 파괴해야 한다. 일부 기록에서는 브리콜라카스의 퇴치는 토요일에만 성공할 수 있는데, 브리콜라카스가 무덤에서 휴식을 취하는 것이 토요일 뿐이기 때문이다. 이 역시 불가리아의 흡혈귀 전설과 같다.) 퇴치 방법은 여러가지인데, 구마를 하거나, 말뚝을 박거나, 참수하거나, 오체분시를 하거나, 화장을 하거나 등등의 방법이 있다.